# الجغميني
محمود بن محمد بن عمر الجغميني الخوارزمي (نسبة إلى «جغمين» من أعمال خوارزم) فلكي من العلماء بالحساب توفي سنة 618 هـ.
للجغميني عدد من المؤلفات الفلكية منها:«الملخص في الهيئة البسيطة» وقد نال شهرة كبيرة وشاع في مختلف الأقطار حيث صار أصلا للتدريس وعَوَّلَت عليه المدارس.
لخّصَ الموسوعة الطبية التي ألّفها ابن سينا والمعروفة باسم «القانون في الطب».

## معرض الصور

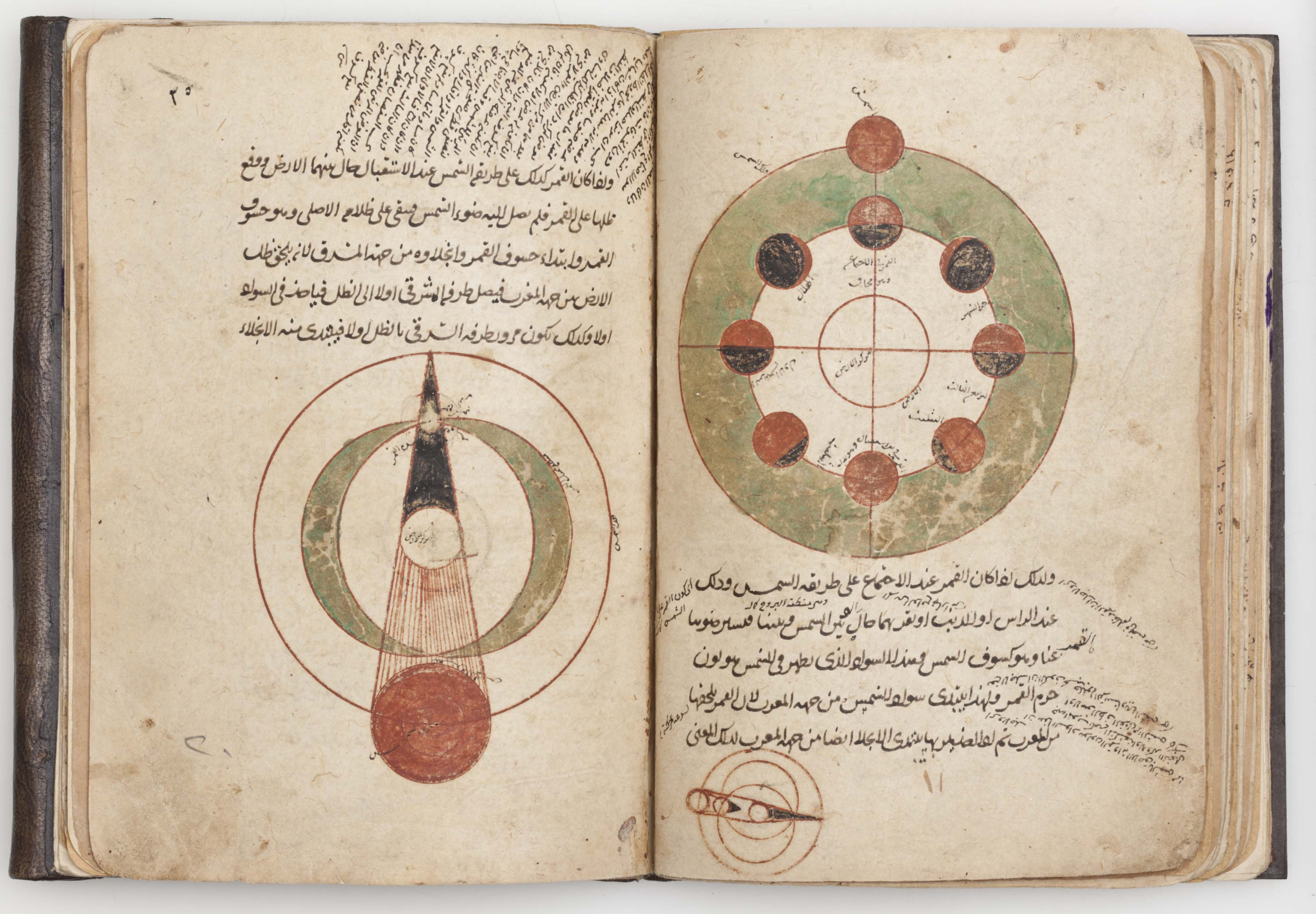
ظاهرة الخسوف وأطوار القمر